# Герб Воеводины
Герб Воеводины — официальный символ Автономной Области Воеводины. В соответствии с Уставом Воеводины, принятом в мае 2014 года, в область имеет два герба — официальный и традиционный.

## Официальный герб
Парламент Воеводины принял официальный герб области 28 июня 2002 года. Герб основан на историческом гербе сербской Воеводины с флага Национальной гвардии Земуна образца 1848 и состоит из 3 гербов исторических частей Воеводины:
- Бачка. Изображение апостола Павла. Герб был дарован Бачке императором Священной Рисмской империи Леопольдом I в 1699 году. В 1861 году на его основе был создан герб комитата Бач-Бодрог;

- Банат. Золотой лев, взбирающийся на скалу, издавна был символом Баната;

- Срем. Изображение оленя рядом с тополем, отсылающим к названию города Топола. Срему герб был дарован в 1747 году Марией Терезией.

## Традиционный герб
Герб был принят 15 сентября 2016 года, основан на историческом гербе 1848 года. На щите герба изображён сербский крест, щит опоясан венком из оливковой (справа) и дубовой (слева) ветвей, соединённых синей лентой. Щит покрыт мантией и увенчан герцогской короной. 